# Manuel Lois García
Manuel Lois García, nacido en Villaverde, Órdenes (La Coruña), el 22 de mayo de 1912 y fallecido en la batalla del Cabo Cherchel en aguas de Argel el 8 de septiembre de 1937. Fue un soldado de infantería de marina española, premiado con la Cruz laureada de la Real y Militar Orden de San Fernando, por Decreto de 30 de mayo de 1939.

## Hechos históricos
En las turbulentas aguas del Mediterráneo, durante la guerra civil española, brilló la figura de Manuel Lois García. 
Manuel Lois García fue un hijo natural de José Franqueira Franco y de Dolores Lois Villaverde. Soltero. De familia muy modesta, comenzó a trabajar como jornalero agrícola a los trece años de edad. A pesar de su fuerte complexión pero debido a su escasa talla, fue eximido de cumplir el servicio militar. 
Al iniciarse la Guerra Civil fue llamado a filas y declarado útil para servicios auxiliares. Siendo soldado de Infantería de Marina, en octubre de 1936, demostró una valentía inusitada a bordo del crucero Baleares durante la batalla de Cherchel. 
En el fragor del combate de Cabo Cherchel (aguas de Argel), el 7 de septiembre de 1937, mostró un heroísmo extraordinario cuando abrió “a cuerpo limpio” una caja de iluminantes incendiada que estaba puesta sobre otra de proyectiles de alto explosivo, y logró coger en los brazos el proyectil que estaba ardiendo dentro, al rojo vivo, poniendo en grave peligro al propio buque, y pudo lanzarlo por la borda, pero a costa de recibir en el acto gravísimas quemaduras que le costaron la vida en la noche siguiente.
Su gesta, un ejemplo de heroísmo y abnegación, le valió las más altas condecoraciones (Cruz laureada de San Fernando) y el reconocimiento eterno de la Infantería de Marina.

En la alameda Central de Órdenes, se encuentra el monumento conmemorativo, en el cual hay una placa que reza:

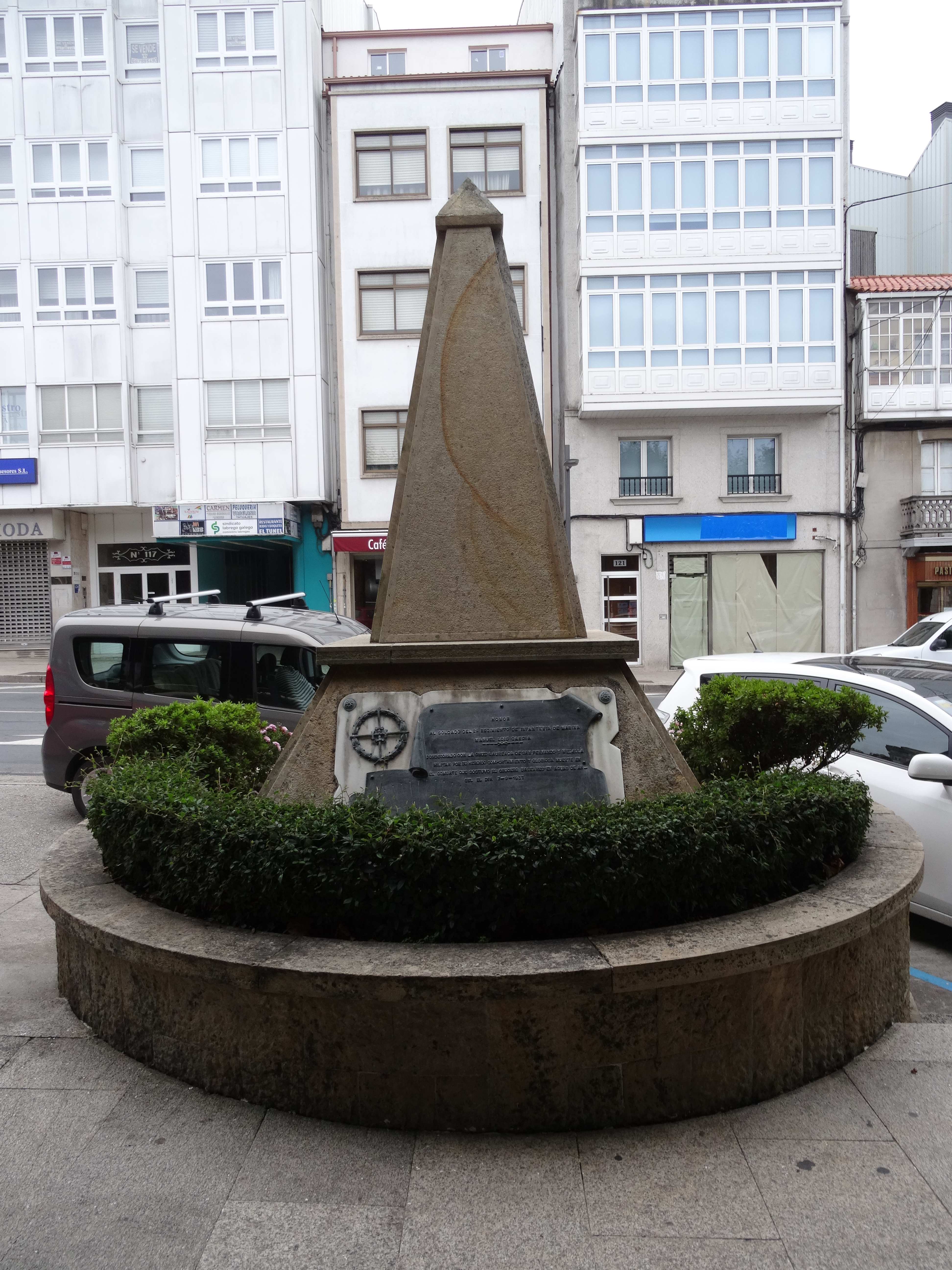
Monumento al Soldado Lois García en Ordes, Coruña

“ Honor al soldado del segundo regimiento de infantería de Marina, Manuel Lois García, condecorado con la Cruz Laureada de San Fernando y Medalla Militar por heroico comportamiento y gloriosa muerte en el combate que sostuvo el crucero Baleares en aguas de Argel el 7-9-37”
Todos los años en su efeméride se organiza una ofrenda floral a la que asisten con orgullo y admiración sus actuales compañeros, los componentes del Tercio del Norte.  

Leer más: https://www.elmacutodelreservistavoluntario.es/heroes-y-heroinas/soldado-lois/

## Fuentes externas

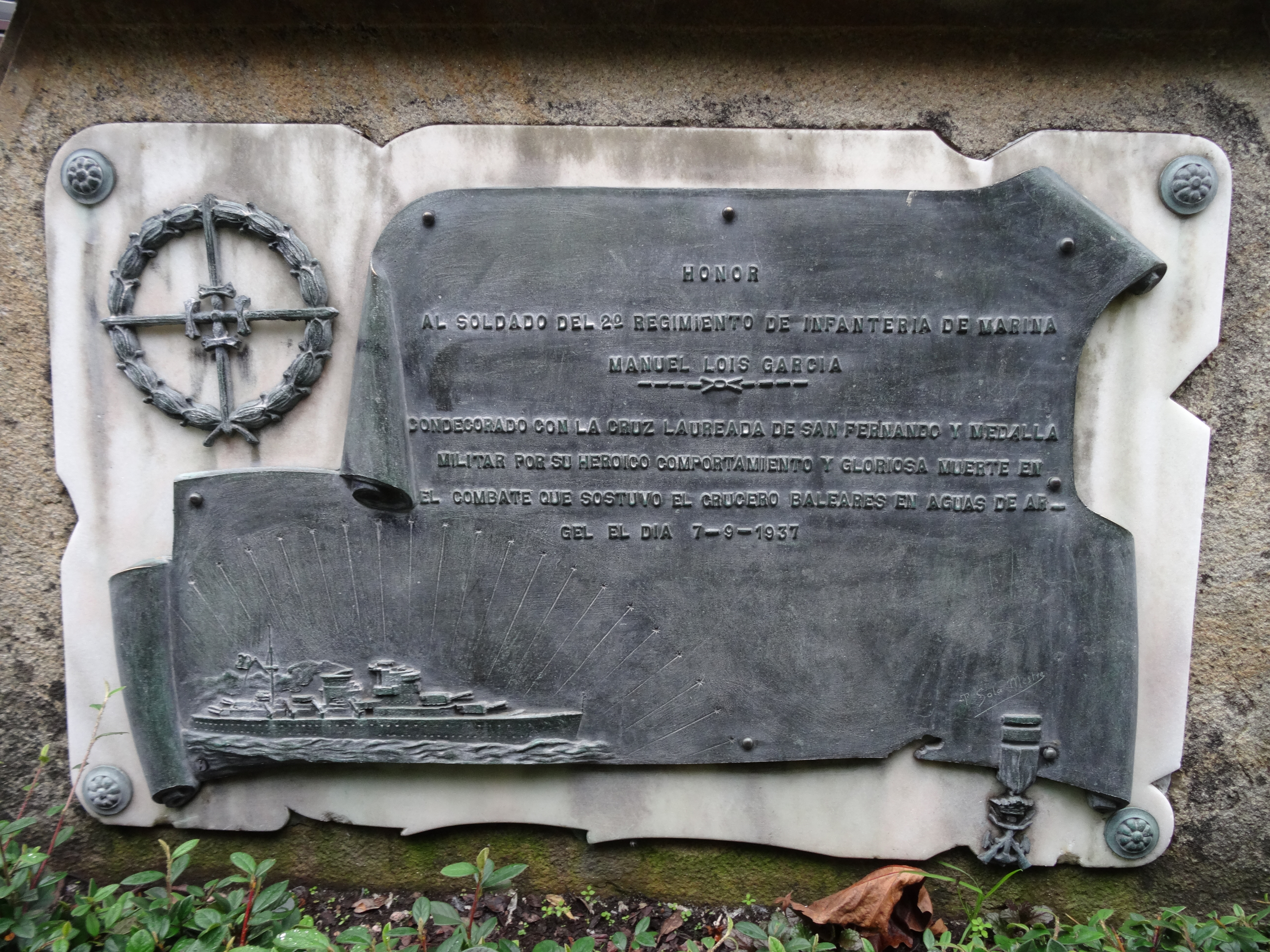
Placa monumento soldado Lois